# Iveco LMV
L'Iveco LMV, Light Multirole Vehicle (Veicolo Leggero Multiruolo) è un mezzo blindato leggero di nuova generazione prodotto da Iveco Defence Vehicles di Bolzano. I principali operatori sono l'Esercito italiano, dov'è denominato VTLM Lince, e l'esercito britannico, dove è in servizio con la designazione di Panther CLV. Il veicolo possiede un elevato livello di protezione contro il fuoco delle armi leggere, gli IED e le mine, pacchetti aggiuntivi garantiscono la protezione anche contro le armi di medio calibro come le mitragliatrici pesanti.

## Caratteristiche
Il mezzo è equipaggiato con un motore turbodiesel common rail IVECO F1C da 3 litri e 136 kW (185 hp) con coppia massima pari a 456 N·m a 1 800 giri/min abbinato a scelta con un cambio automatico ZF a sei rapporti più la retromarcia (ZF 6HP26) dotato di convertitore idrodinamico di coppia, seguito da un riduttore a 2 rapporti montato in blocco con il differenziale posteriore, o con un cambio manuale a cinque rapporti più la retromarcia. L'impianto frenante del veicolo è composto da freni a disco anteriori e posteriori con frenatura pneumoidraulica.
Il VTLM viene proposto in due versioni: una standard da trasporto, con passo di 3.500 mm e di lunghezza 4.970 mm, e una denominata esplorante, con passo ridotto a 3.200 mm e di lunghezza 4.670 mm. Per entrambe le versioni la carreggiata è fissa a 1.720 mm.

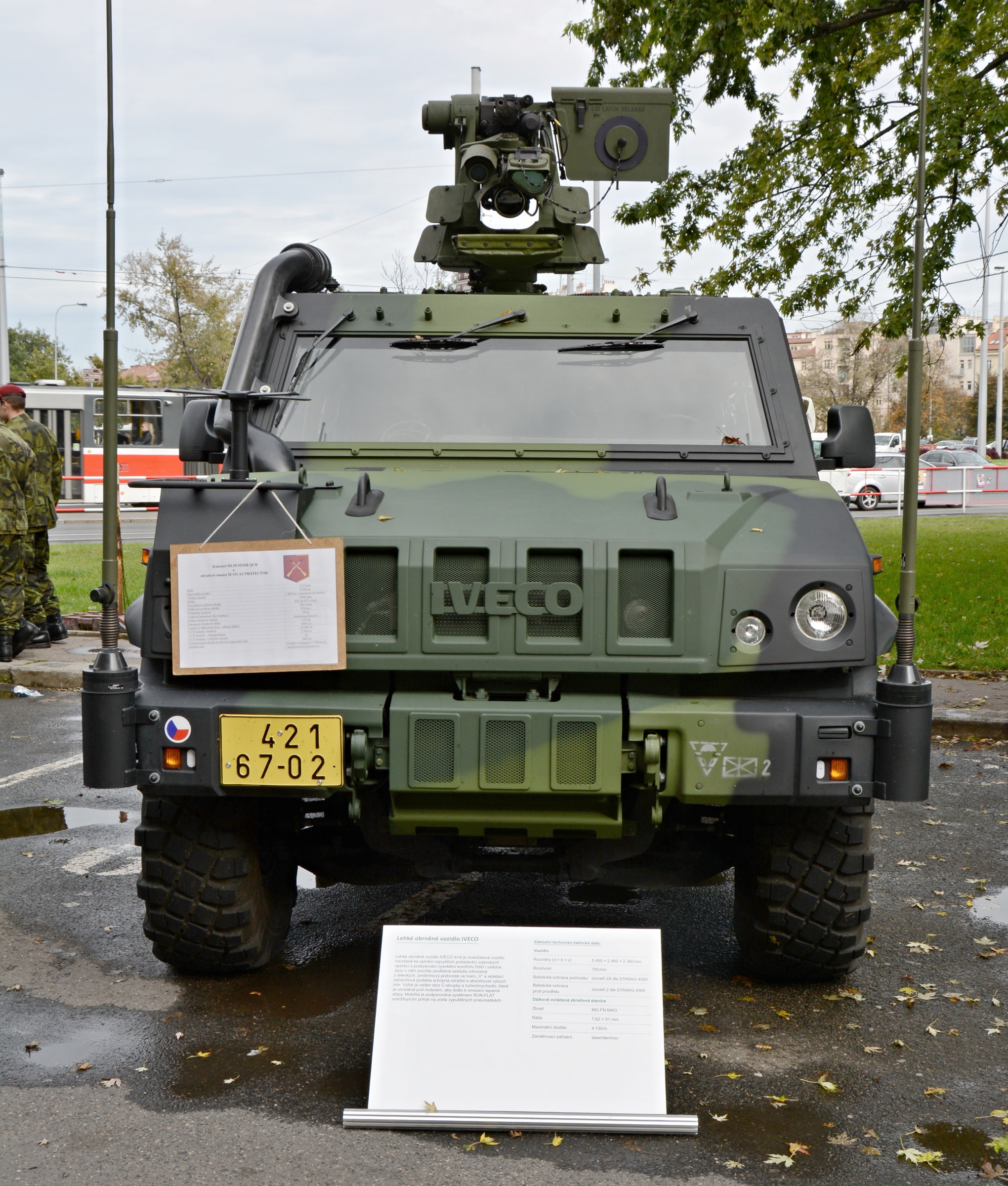
Vista frontale del veicolo (in versione ceca)

Grazie alla sua versatilità costruttiva, il veicolo può avere quattro porte - cabina lunga, o due porte - cabina corta, allestibile, fra l'altro, come posto comando e trasporto di feriti.
La versione standard pesa, in ordine di marcia a pieno carico, sette tonnellate e può ospitare quattro militari equipaggiati con un carico utile di circa tre tonnellate (versione non blindata), per la versione blindata il carico max personale più equipaggiamento si aggira intorno agli 800 kg.
Le sospensioni indipendenti anteriori e posteriori consentono, unitamente ad un bilanciamento dei pesi e ad un'ottimale ripartizione della coppia motrice, una buona mobilità in fuori strada.
LMV è un veicolo che può operare in ambienti radicalmente diversi per collocazione geografica, condizioni climatiche e caratteristiche del terreno. Può operare con temperature da -32 a +49 °C. Il VTLM in versione esplorante può essere inoltre caricato sia sull'elicottero CH-47 che su di un EH-101 mentre, qualora si dovesse trasportare la versione base su uno di questi due aeromobili, può essere agganciato al gancio baricentrico. Previa preparazione del veicolo e dell'aeromobile o velivolo, è possibile inoltre trasportarlo appeso al gancio baricentrico di un NH90. Ovviamente il VTLM può essere anche trasportato su tutti i maggiori velivoli da trasporto militare, quale il C-27J che è in grado di trasportare un veicolo, il C-130 due, il C17 otto, il C-141 sei ed il C-5 Galaxy quindici.
Per facilitare l'aviotrasportabilità del veicolo, il mezzo è dotato di un tettuccio rigido composto da tre pezzi che, una volta smontati, possono essere riposti nel cassone posteriore. Così configurato il VTLM diventa aviolanciabile con il sistema LVAD, ovvero con paracadute da carico e lancio da circa mille metri di quota, oppure, dopo l'adozione opzionale dei ganci di fissaggio per il paracadute estrattore può essere lanciato con il sistema LAPES a bassa quota.
Il VTLM è dotato di una rete CAN (Controller Area Network) che mette in comunicazione la centralina motore, cambio, ABS, ecc. in modo da rendere reperibili in tempo reale tutte le informazioni diagnostiche e di manutenzione necessarie.
Infine può guadare senza preparazione fino a 70 cm di profondità, mentre con preparazione questo valore sale a 150 cm.

## Caratteristiche stealth
Il VTLM è in grado di limitare la segnatura radar grazie a vernici radar-assorbenti e sempre grazie alla sua particolare disposizione delle parti meccaniche, quali motore e turbocompressore, è capace di limitare il calore provocato dalla combustione del carburante. Per ridurre ulteriormente la segnatura IR, il radiatore del veicolo si trova nella parte inferiore, al disotto della scocca.

## Kit corazzati
I kit sono un altro aspetto importante di questo veicolo tattico: questi possono essere montati in circa 10 ore-uomo e comprendono una blindatura modulare dell'abitacolo che consente di resistere a colpi perforanti calibro 12,7mm e 14,5mm. Un'ulteriore piastra corazzata sul fondo offre un'adeguata protezione anche contro le mine anticarro. Esistono anche kit ideati per il guado di corsi d'acqua, grazie ai quali la scocca viene alzata e le prese d'aria motore vengono sopraelevate.

## Corazzatura standard

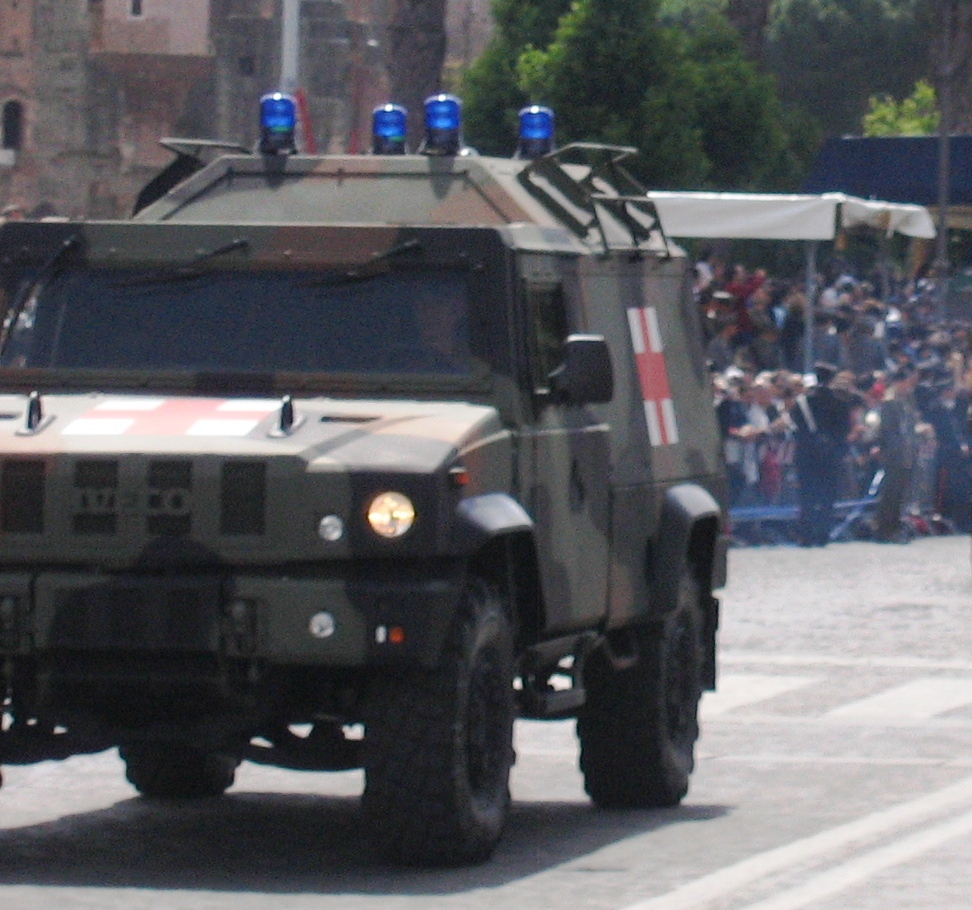
Una versione "portaferiti" del veicolo Lince.

Il Veicolo Tattico Leggero dispone come protezione standard di una blindatura esterna leggera per l'abitacolo (scocca e vetrature) che assicura una protezione contro munizioni perforanti calibro 5,56mm e 7,62mm. Il veicolo è anche dotato di corazzatura AMAP-L per ridurre l'effetto spalling: se un proiettile o scheggia riesce a perforare la corazza principale, la corazza interna in materiale composito riduce l'angolo di apertura e il numero delle schegge proiettate nell'abitacolo. È garantita anche una completa protezione contro qualsiasi tipo di mina antiuomo grazie a una piastra corazzata a "V" sul fondo del veicolo che consente di deflettere l'onda d'urto dell'esplosione verso i lati riducendo le sollecitazioni trasmesse all'abitacolo e di evitare che le schegge penetrino nell'abitacolo.
Nel caso di mine potenti, l'abitacolo durante l'esplosione si stacca dagli assi delle ruote, proteggendo gli occupanti.
Per aumentare ulteriormente la protezione da ordigni del tipo IED e mine, il gruppo di riduzione del motore è stato posto nella parte posteriore del mezzo, sotto il cassone, il quale in caso d'esplosione viene espulso in modo da dare sfogo verso l'alto all'onda di pressione generata dallo scoppio. Al fine di ottimizzare la protezione, l'abitacolo è protetto anteriormente e posteriormente da un parafiamma così come i lati alla linea di cintura. Per assicurare uno sfogo ottimale dell'onda d'urto verso l'esterno, i lati del pianale sono stati arrotondati, mentre sotto lo stesso non è stato posto nessun organo meccanico in modo da ridurre al minimo il pericolo per gli occupanti, sia a causa del suo movimento sia per le schegge eventualmente prodotte dall'esplosione. In caso di ribaltamento è quindi anche presente un rollbar che protegge i componenti dell'equipaggio.

## Versioni e aggiornamenti tecnici

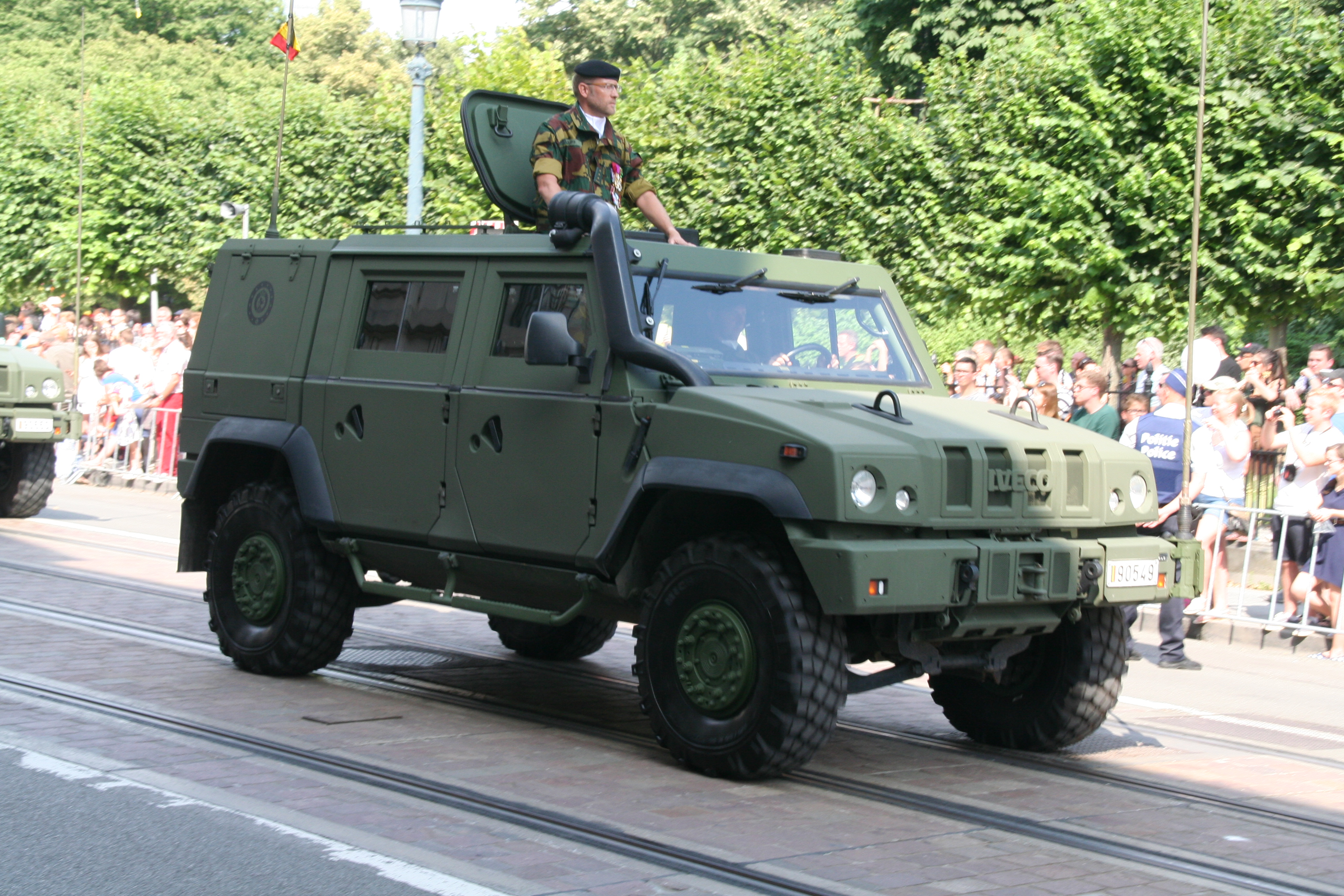
LMV Componente terrestre dell'armata belga che ha partecipato alla parata militare per la festa nazionale del Belgio.

In occasione dell'Eurosatory 2010, l'Iveco ha presentato la nuova versione del Lince, la A1. Grazie all'esperienza acquisita nel teatro operativo afghano sono stati introdotti numerosi miglioramenti tecnici: cielo del mezzo corazzato che garantisce un'adeguata protezione anche nella parte superiore e una cellula di sopravvivenza più robusta. Il rollbar divenuto superfluo è stato eliminato. Sulle porte sono stati montati robusti cardini esterni che migliorano la resistenza allo strappo in caso di esplosione. Presenti pure delle maniglie esterne per facilitare l'apertura delle porte in caso di ribaltamento su un fianco.
Nuova torretta con protezioni riprofilate e comandi brandeggio posizionabili sull'impugnatura dell'arma. Sedili migliorati con cuscino lombare. Gancio traino utilizzabile senza dover rimuovere il verricello. Possibilità di avere una seconda botola sul cielo del mezzo. Presa esterna per ricarica batterie dalla rete elettrica. Torretta automatica RWS comandata dall'interno del mezzo OTO Melara "HITROLE Light" disponibile in versione definitiva.
Nel 2014 è stata presentata un'ulteriore evoluzione, frutto dell'esperienza sul campo che prevede varie migliorie nella meccanica per incrementare l'affidabilità e le prestazioni fuoristrada. Molte parti interne sono state ridisegnate per migliorare l'ergonomia. La capacità di carico utile è stata incrementata del 40% circa arrivando fino a 1500 kg a seconda delle versioni. La protezione contro le mine e IED è stata ulteriormente migliorata tramite l'adozione di nuovi materiali. Il nuovo hard top removibile in acciaio balistico consente di equipaggiare il veicolo sia con la torretta standard sia con la torretta automatica comandata dall'interno RWS (Remote Weapon Station). Queste operazioni sono possibili sul campo garantendo la massima flessibilità operativa. Molti di questi aggiornamenti sono applicabili anche alle precedenti versioni.
Nel 2016 Iveco presenta la versione LMV2 che offre radicali miglioramenti e modifiche.

## Operatori

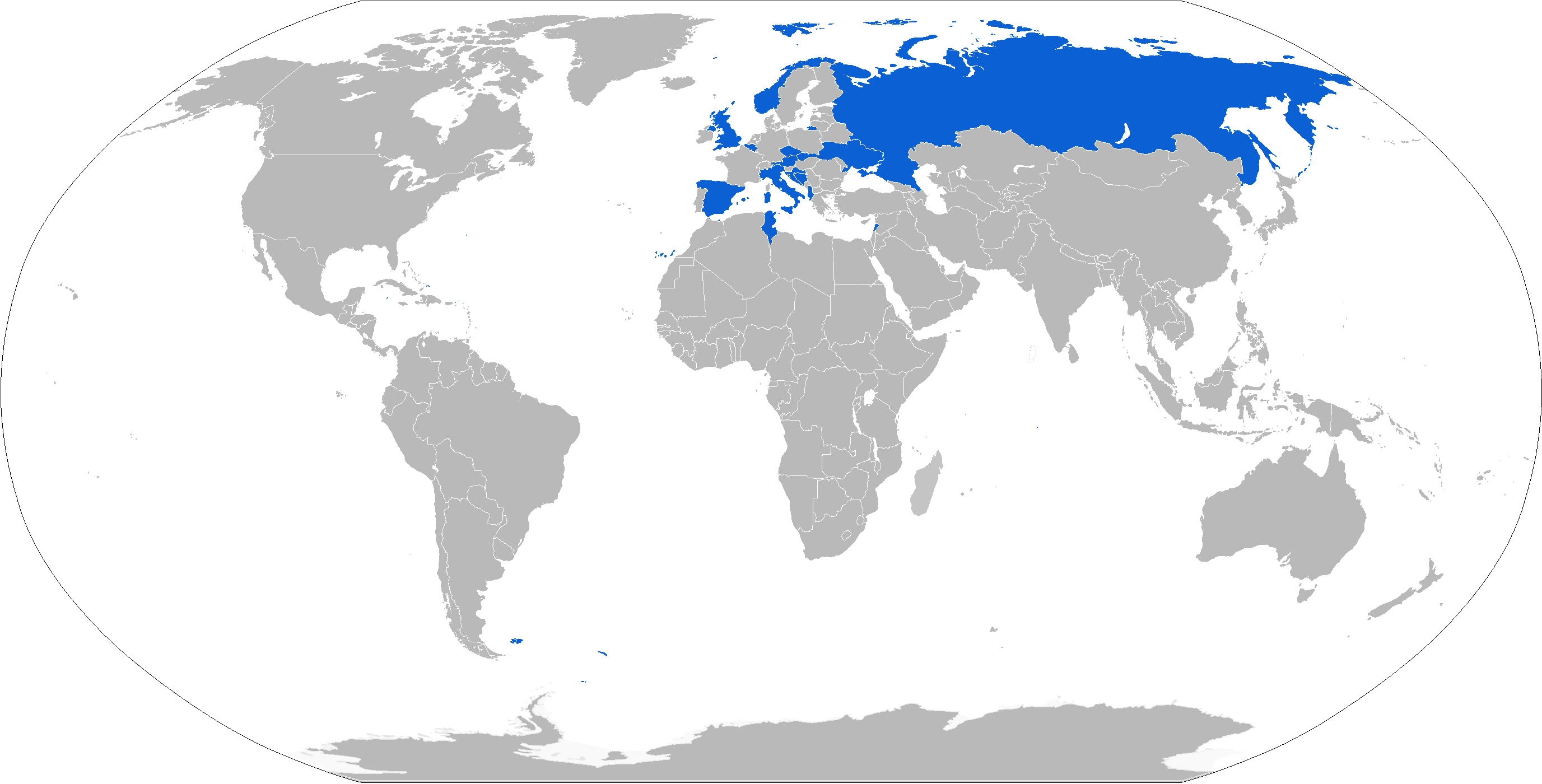
Paesi utilizzatori

Il mezzo, lanciato sul mercato senza la presenza di un "cliente di lancio", ha registrato un buon successo di vendite. Ad ottobre 2015 risultano esportati oltre 4 000 veicoli.
In particolare:
- Italia: l'Esercito Italiano, la Marina Militare, l'Aeronautica Militare, la Guardia di Finanza e i Carabinieri hanno acquistato 2300 esemplari circa (versione denominata "Lince").[3]
- Gran Bretagna: il British Army ha acquistato 401 veicoli in versione "Panther" CLV + 400 in opzione.
- Belgio: ha acquisito 440 Iveco LMV e 120 kit e opzione per 180 veicoli.
- Bosnia ed Erzegovina: 14, 12 per test e 2 con kit di protezione.
- Norvegia: 108 Iveco LMV + 63 in opzione. Ad ottobre 2015 il numero di veicoli acquisiti è di 170.[4]
- Croazia: 100 Iveco LMV.
- Spagna: l'Ejército de Tierra ha acquistato 270 Iveco LMV.[4]
- Repubblica Ceca: 120 acquisiti tra il 2008 e il 2013 in 11 configurazioni; 80 ulteriori in versione veicolo da ricognizione CBRN ordinati nel 2018 e in consegna. Rivista Italiana Difesa n.10 ottobre 2020 pg. 8.
- Slovacchia: ha ordinato 40 Iveco LMV, con consegna a partire dal 2009[5]. Ad ottobre 2015 il numero di veicoli acquisiti è di 50.[4]
- Austria: 150 esemplari ordinati con consegne a partire dal 2010 in poi.[6]
- Russia: ordine per 1 175 veicoli. Prodotti su licenza solo 358. Il programma è stato interrotto nel 2013 a causa delle pressioni dell'apparato industriale russo.[4][7]
- Ucraina: 90 veicoli.[4]
- Libano: 80 veicoli.[4]
- Brasile: 32 veicoli di un primo lotto per una fornitura che potrebbe superare le 200 unità. Secondo il Jane's, l'esercito brasiliano avrebbe un requisito per 1 464 veicoli.[8]  420 LMV-BR 2 (Light Multirole Vehicle) in un periodo di 10 anni. La consegna delle prime unità è prevista nel 2026.[9]
- Albania: 23+2 donati dall'Italia.[10][11]
- Tunisia.[10]